# Michael Schmieder (Ethiker)
Michael Schmieder (* 1955 in Lauf im Schwarzwald) ist ein Demenzexperte, Pfleger, Ethiker und Autor. Er lebt und arbeitet in Wetzikon bei Zürich (Schweiz).

## Sonnweid
1985 übernahm der Luzerner Sanierer und Investor René Boucard die Sonnweid, die damals ein „Heim für bedürftige Frauen“ war. Er stellte den Pfleger Michael Schmieder als Pflegedienstleiter ein. Schmieder spezialisierte das Heim auf die Betreuung und Pflege von Menschen mit Demenz. Zu jener Zeit gab es weder vergleichbare Institutionen noch praxistaugliches Wissen zur Betreuung und Pflege von Menschen mit Demenz. Schmieder erkannte, dass nicht die Krankheit, sondern der Mensch und seine individuellen Bedürfnisse im Zentrum stehen. Nach und nach vergrößerte er die Sonnweid, mittlerweile leben dort 167 Menschen mit Demenz. Die Sonnweid gilt als Pionierbetrieb und gehört heute zu den weltweit führenden Institutionen auf ihrem Gebiet. 1986 entstand die erste Wohngruppe für Menschen mit Demenz. 1998 wurde die Oase für Menschen mit schwerer Demenz eröffnet. Mit der Tag/Nacht-Station (zeitlich flexible Aufenthalte von einem Tag bis zu einem Monat) entlastet die Sonnweid zu Hause pflegende Angehörige. Seit 1994 sind vier Neubauten entstanden, die an die Bedürfnisse von Menschen mit Demenz angepasst sind.
2014 veröffentlichte Schmieder mit Uschi Entenmann im Verlag Ullstein das Buch „Dement, aber nicht bescheuert“.
Ende 2015 gab Schmieder die operative Leitung der Sonnweid ab und wechselte in deren Verwaltungsrat. Er hält Vorträge und Referate über Demenz. Er ist Redaktor der Fachzeitschrift Das Heft und der Internetplattform alzheimer.ch, welche Wissen vermittelt, informiert und vernetzt. Auf der Website finden Betroffene, Angehörige und Personen, die mit Menschen mit Demenz in Kontakt kommen, Hilfe. Die Plattform wird von der Stiftung Sonnweid, der Walder Stiftung und privaten Spendern finanziert.
Am 6. November 2017 wurde Michael Schmieder von der Paradies-Stiftung für sein Lebenswerk geehrt. Die Alzheimervereinigung Kanton Zürich zeichnete Michael Schmieder am 21. September 2018 mit dem Fokuspreis 2018 aus.

## Stiftung Sonnweid
Ergänzend zur Sonnweid AG entstand 1998 die Stiftung Sonnweid. Sie bietet Menschen mit Demenz finanzielle Hilfe, die für einen Heimaufenthalt nicht aus eigenen oder staatlichen Mitteln aufkommen können. Mittlerweile engagiert sich die Stiftung auch in anderen Bereichen wie Förderung neuer Betreuungsformen, Ausbildung von Freiwilligen sowie die periodische Vergabe des Preises «Die zweite Realität». Sie verbessert die Lebensbedingungen demenzkranker Menschen im stationären Bereich und unterstützt den öffentlichen Diskurs zum Thema Demenz, unter anderem mit den Plattformen alzheimer.ch und ungekuenstelt.ch.